# Chorizanthe polygonoides
Chorizanthe polygonoides A.Gray – gatunek rośliny z rodziny rdestowatych (Polygonaceae Juss.). Występuje naturalnie w północno-zachodnim Meksyku (w stanie Kalifornia Dolna) oraz południowo-zachodnich Stanach Zjednoczonych (w Kalifornii). 

## Morfologia
PokrójRoślina jednoroczna dorastająca do 5–20 cm wysokości. Pędy są owłosione.
LiścieBlaszka liściowa liści odziomkowych jest owłosiona i ma kształt od odwrotnie lancetowatego do eliptycznego. Mierzy 3–10 mm długości oraz 2–3 mm szerokości. Ogonek liściowy jest owłosiony i osiąga 5–10 mm długości.
KwiatyZebrane w wierzchotki jednoramienne, rozwijają się na szczytach pędów, w kątach wewnętrznych listków okrywy (ang. phyllaries). Okwiat ma obły kształt i barwę od białej do różowej, mierzy do 2 mm długości.
OwoceNiełupki o kulistym kształcie, osiągają 2–3 mm długości.

## Biologia i ekologia
Rośnie w lasach sosnowych, chaparralu, zaroślach oraz na łąkach. Występuje na wysokości do 1500 m n.p.m. Kwitnie od kwietnia do lipca. 

## Zmienność
W obrębie tego gatunku wyróżniono jedną odmianę:
- Chorizanthe polygonoides var. longispina (Goodman) Munz